# Юнацька збірна Китайського Тайбею з футболу (U-17)
Юнацька збірна Китайського Тайбею з футболу (U-17) — національна футбольна збірна Китайського Тайбею, що складається із гравців віком до 17 років. Керівництво командою здійснює Футбольна асоціація Китайського Тайбею.
Головним континентальним турніром для команди є Юнацький кубок Азії, який з 2008 року розігрується серед команд з віковим обмеженням до 16 років, і успішний виступ на якому дозволяє отримати путівку на Чемпіонат світу (U-17). Також може брати участь у товариських і регіональних змаганнях.
Протягом 1980-х років, до того як Футбольна асоціація Китайського Тайбею ухвалила рішення приєднатися до Азійської футбольної конфедерації, вона була членом футбольної конфедерації Океанії, і юнацька збірна країни була регулярним учасником юнацьких чемпіонатах ОФК, незмінно виграючи бронзові нагороди цього турніру.

## Виступи на міжнародних турнірах

### Юнацький чемпіонат світу (U-17)
| Статистика чемпіонатів світу (U-17) | Статистика чемпіонатів світу (U-17) | Статистика чемпіонатів світу (U-17) | Статистика чемпіонатів світу (U-17) | Статистика чемпіонатів світу (U-17) | Статистика чемпіонатів світу (U-17) | Статистика чемпіонатів світу (U-17) | Статистика чемпіонатів світу (U-17) | Статистика чемпіонатів світу (U-17) |
| Рік                                 | Результат                           | Місце                               | І                                   | В                                   | Н                                   | П                                   | Г+                                  | Г-                                  |
| ----------------------------------- | ----------------------------------- | ----------------------------------- | ----------------------------------- | ----------------------------------- | ----------------------------------- | ----------------------------------- | ----------------------------------- | ----------------------------------- |
| 1985                                | не кваліфікувалася                  | не кваліфікувалася                  | не кваліфікувалася                  | не кваліфікувалася                  | не кваліфікувалася                  | не кваліфікувалася                  | не кваліфікувалася                  | не кваліфікувалася                  |
| 1987                                | не кваліфікувалася                  | не кваліфікувалася                  | не кваліфікувалася                  | не кваліфікувалася                  | не кваліфікувалася                  | не кваліфікувалася                  | не кваліфікувалася                  | не кваліфікувалася                  |
| 1989                                | не кваліфікувалася                  | не кваліфікувалася                  | не кваліфікувалася                  | не кваліфікувалася                  | не кваліфікувалася                  | не кваліфікувалася                  | не кваліфікувалася                  | не кваліфікувалася                  |
| 1991                                | не брала участь                     | не брала участь                     | не брала участь                     | не брала участь                     | не брала участь                     | не брала участь                     | не брала участь                     | не брала участь                     |
| 1993                                | знялася                             | знялася                             | знялася                             | знялася                             | знялася                             | знялася                             | знялася                             | знялася                             |
| 1995                                | не кваліфікувалася                  | не кваліфікувалася                  | не кваліфікувалася                  | не кваліфікувалася                  | не кваліфікувалася                  | не кваліфікувалася                  | не кваліфікувалася                  | не кваліфікувалася                  |
| 1997                                | не кваліфікувалася                  | не кваліфікувалася                  | не кваліфікувалася                  | не кваліфікувалася                  | не кваліфікувалася                  | не кваліфікувалася                  | не кваліфікувалася                  | не кваліфікувалася                  |
| 1999                                | не кваліфікувалася                  | не кваліфікувалася                  | не кваліфікувалася                  | не кваліфікувалася                  | не кваліфікувалася                  | не кваліфікувалася                  | не кваліфікувалася                  | не кваліфікувалася                  |
| 2001                                | не кваліфікувалася                  | не кваліфікувалася                  | не кваліфікувалася                  | не кваліфікувалася                  | не кваліфікувалася                  | не кваліфікувалася                  | не кваліфікувалася                  | не кваліфікувалася                  |
| 2003                                | не кваліфікувалася                  | не кваліфікувалася                  | не кваліфікувалася                  | не кваліфікувалася                  | не кваліфікувалася                  | не кваліфікувалася                  | не кваліфікувалася                  | не кваліфікувалася                  |
| 2005                                | не кваліфікувалася                  | не кваліфікувалася                  | не кваліфікувалася                  | не кваліфікувалася                  | не кваліфікувалася                  | не кваліфікувалася                  | не кваліфікувалася                  | не кваліфікувалася                  |
| 2007                                | не кваліфікувалася                  | не кваліфікувалася                  | не кваліфікувалася                  | не кваліфікувалася                  | не кваліфікувалася                  | не кваліфікувалася                  | не кваліфікувалася                  | не кваліфікувалася                  |
| 2009                                | не кваліфікувалася                  | не кваліфікувалася                  | не кваліфікувалася                  | не кваліфікувалася                  | не кваліфікувалася                  | не кваліфікувалася                  | не кваліфікувалася                  | не кваліфікувалася                  |
| 2011                                | не кваліфікувалася                  | не кваліфікувалася                  | не кваліфікувалася                  | не кваліфікувалася                  | не кваліфікувалася                  | не кваліфікувалася                  | не кваліфікувалася                  | не кваліфікувалася                  |
| 2013                                | не кваліфікувалася                  | не кваліфікувалася                  | не кваліфікувалася                  | не кваліфікувалася                  | не кваліфікувалася                  | не кваліфікувалася                  | не кваліфікувалася                  | не кваліфікувалася                  |
| 2015                                | не кваліфікувалася                  | не кваліфікувалася                  | не кваліфікувалася                  | не кваліфікувалася                  | не кваліфікувалася                  | не кваліфікувалася                  | не кваліфікувалася                  | не кваліфікувалася                  |
| 2017                                | не кваліфікувалася                  | не кваліфікувалася                  | не кваліфікувалася                  | не кваліфікувалася                  | не кваліфікувалася                  | не кваліфікувалася                  | не кваліфікувалася                  | не кваліфікувалася                  |
| 2019                                | не кваліфікувалася                  | не кваліфікувалася                  | не кваліфікувалася                  | не кваліфікувалася                  | не кваліфікувалася                  | не кваліфікувалася                  | не кваліфікувалася                  | не кваліфікувалася                  |
| 2021                                | не кваліфікувалася                  | не кваліфікувалася                  | не кваліфікувалася                  | не кваліфікувалася                  | не кваліфікувалася                  | не кваліфікувалася                  | не кваліфікувалася                  | не кваліфікувалася                  |
| Усього                              | 0/19                                | 0 перемог                           | 0                                   | 0                                   | 0                                   | 0                                   | 0                                   | 0                                   |

### Юнацький чемпіонат ОФК
| Юнацький чемпіонат ОФК | Юнацький чемпіонат ОФК | Юнацький чемпіонат ОФК | Юнацький чемпіонат ОФК | Юнацький чемпіонат ОФК | Юнацький чемпіонат ОФК | Юнацький чемпіонат ОФК | Юнацький чемпіонат ОФК | Юнацький чемпіонат ОФК |
| Рік                    | Результат              | Місце                  | І                      | В                      | Н                      | П                      | Г+                     | Г-                     |
| ---------------------- | ---------------------- | ---------------------- | ---------------------- | ---------------------- | ---------------------- | ---------------------- | ---------------------- | ---------------------- |
| 1983                   | третє місце            | 3-є                    | 5                      | 2                      | 1                      | 2                      | 11                     | 4                      |
| 1986                   | третє місце            | 3-є                    | 4                      | 2                      | 0                      | 2                      | 5                      | 6                      |
| 1989                   | третє місце            | 3-є                    | 4                      | 2                      | 0                      | 2                      | 23                     | 5                      |
| Усього                 | 3/3                    | 0 перемог              | 13                     | 6                      | 1                      | 6                      | 39                     | 15                     |

### Юнацький кубок Азії з футболу
| Юнацький кубок Азії | Юнацький кубок Азії | Юнацький кубок Азії | Юнацький кубок Азії | Юнацький кубок Азії | Юнацький кубок Азії | Юнацький кубок Азії | Юнацький кубок Азії | Юнацький кубок Азії |
| Рік                 | Результат           | Місце               | І                   | В                   | Н                   | П                   | Г+                  | Г-                  |
| ------------------- | ------------------- | ------------------- | ------------------- | ------------------- | ------------------- | ------------------- | ------------------- | ------------------- |
| 1992                | знялася             | знялася             | знялася             | знялася             | знялася             | знялася             | знялася             | знялася             |
| 1994                | не брала участь     | не брала участь     | не брала участь     | не брала участь     | не брала участь     | не брала участь     | не брала участь     | не брала участь     |
| 1996                | не кваліфікувалася  | не кваліфікувалася  | не кваліфікувалася  | не кваліфікувалася  | не кваліфікувалася  | не кваліфікувалася  | не кваліфікувалася  | не кваліфікувалася  |
| 1998                | не кваліфікувалася  | не кваліфікувалася  | не кваліфікувалася  | не кваліфікувалася  | не кваліфікувалася  | не кваліфікувалася  | не кваліфікувалася  | не кваліфікувалася  |
| 2000                | не кваліфікувалася  | не кваліфікувалася  | не кваліфікувалася  | не кваліфікувалася  | не кваліфікувалася  | не кваліфікувалася  | не кваліфікувалася  | не кваліфікувалася  |
| 2002                | не кваліфікувалася  | не кваліфікувалася  | не кваліфікувалася  | не кваліфікувалася  | не кваліфікувалася  | не кваліфікувалася  | не кваліфікувалася  | не кваліфікувалася  |
| 2004                | не кваліфікувалася  | не кваліфікувалася  | не кваліфікувалася  | не кваліфікувалася  | не кваліфікувалася  | не кваліфікувалася  | не кваліфікувалася  | не кваліфікувалася  |
| 2006                | не кваліфікувалася  | не кваліфікувалася  | не кваліфікувалася  | не кваліфікувалася  | не кваліфікувалася  | не кваліфікувалася  | не кваліфікувалася  | не кваліфікувалася  |
| 2008                | не кваліфікувалася  | не кваліфікувалася  | не кваліфікувалася  | не кваліфікувалася  | не кваліфікувалася  | не кваліфікувалася  | не кваліфікувалася  | не кваліфікувалася  |
| 2010                | не кваліфікувалася  | не кваліфікувалася  | не кваліфікувалася  | не кваліфікувалася  | не кваліфікувалася  | не кваліфікувалася  | не кваліфікувалася  | не кваліфікувалася  |
| 2012                | не кваліфікувалася  | не кваліфікувалася  | не кваліфікувалася  | не кваліфікувалася  | не кваліфікувалася  | не кваліфікувалася  | не кваліфікувалася  | не кваліфікувалася  |
| 2014                | не кваліфікувалася  | не кваліфікувалася  | не кваліфікувалася  | не кваліфікувалася  | не кваліфікувалася  | не кваліфікувалася  | не кваліфікувалася  | не кваліфікувалася  |
| 2016                | не кваліфікувалася  | не кваліфікувалася  | не кваліфікувалася  | не кваліфікувалася  | не кваліфікувалася  | не кваліфікувалася  | не кваліфікувалася  | не кваліфікувалася  |
| 2018                | не кваліфікувалася  | не кваліфікувалася  | не кваліфікувалася  | не кваліфікувалася  | не кваліфікувалася  | не кваліфікувалася  | не кваліфікувалася  | не кваліфікувалася  |
| Усього              | 0/14                | 0 перемог           | 0                   | 0                   | 0                   | 0                   | 0                   | 0                   |